# Rafael Tolói
Rafael Tolói (Glória d'Oeste, Mato Grosso, Brasil, 10 de octubre de 1990) es un futbolista italiano. Juega como defensa y su equipo es el São Paulo F. C. del Campeonato Brasileño de Serie A.

## Trayectoria

### Goiás Esporte Clube
Comenzó a jugar para el Goiás Esporte Clube en 2008, ayudando a su club a ganar el Campeonato Goiano en 2009. El 21 de noviembre de 2009, Tolói jugó 17 partidos de la Serie B para Goiás, y marcó dos goles.

### São Paulo Futebol Clube
El 5 de julio de 2012, el São Paulo Futebol Clube confirmó a Tolói en su plantilla y el defensa firmó un contrato por cinco años. Marcó su primer gol con el tricolor paulista el 25 de julio de 2012, cuando el equipo jugaba contra el Atlético Goianiense.
El 3 de agosto de 2013, Tolói marcó el gol que confirmó el título de la Copa Eusébio para el São Paulo, en la victoria por 2-0 ante el Benfica.

### Associazione Calcio Roma
El 31 de enero de 2014, Tolói fue cedido a la Serie A lado de la Associazione Sportiva Roma para el resto de la temporada 2013-14 por un precio de 500 000 €. La medida se acordó con una opción de compra por un valor total de 5,5 millones de euros. Tolói hizo su debut con los giallorossi en su victoria por 2-1 contra el Torino el 25 de marzo de 2014, jugando los 90 minutos completos en lugar del sancionado Mehdi Benatia.

### Atalanta Bergamasca Calcio
El 26 de agosto de 2015, Tolói fue firmado por Atalanta Bergamasca Calcio por una comisión de transferencia de 3,5 millones de euros. Hizo su debut el 13 de septiembre, en un empate 2-2 en la liga en Sassuolo, reemplazando a Gianpaolo Bellini en el minuto 80. En su segundo partido, once días después, protagonizó y marcó el único gol, logrando una victoria de liga por 1-0 en Empoli.
El 22 de febrero de 2018, Tolói marcó por primera vez en una competición de la UEFA, ante el Borussia Dortmund en los dieciseisavos de final de la Liga Europa. El partido terminó en un empate 1-1, que no fue suficiente para que el Atalanta pasara la siguiente ronda después de una derrota por 3-2 en el partido de ida.

### Regreso a São Paulo
El 15 de agosto de 2025 se anunció su regreso al São Paulo F. C. con un contrato hasta diciembre de 2026 con la opción de ampliarlo un año más.

## Selección nacional

### Brasil (sub-20)
Tolói representó a Brasil en la categoría sub-20, ganando el Campeonato Sudamericano y quedando segundo en la Copa Mundial Sub-20 en 2009.

### Italia (absoluta)
Tolói, cuyos bisabuelos eran oriundos de Treviso, adquirió la ciudadanía italiana en febrero de 2021. Como nunca representó a Brasil en la categoría absoluta, obtuvo la aprobación de la FIFA para jugar con Italia. Debutó el 31 de marzo en un partido de clasificación para el Mundial de 2022 ante Lituania.

## Estadísticas

### Clubes
Actualizado al último partido disputado el 23 de mayo de 2025.
| Club                     | Div.          | Temporada     | Liga  | Liga  | Estatal | Estatal | Copas nacionales | Copas nacionales | Copas internacionales | Copas internacionales | Total | Total |
| Club                     | Div.          | Temporada     | Part. | Goles | Part.   | Goles   | Part.            | Goles            | Part.                 | Goles                 | Part. | Goles |
| ------------------------ | ------------- | ------------- | ----- | ----- | ------- | ------- | ---------------- | ---------------- | --------------------- | --------------------- | ----- | ----- |
| Goiás E. C. · Brasil     | 1.ª           | 2009          | 20    | 2     | 0       | 0       | 1                | 1                | 1                     | 0                     | 22    | 3     |
| Goiás E. C. · Brasil     | 1.ª           | 2010          | 26    | 0     | 0       | 0       | 5                | 0                | 8                     | 0                     | 39    | 0     |
| Goiás E. C. · Brasil     | 2.ª           | 2011          | 35    | 1     | 19      | 6       | 6                | 2                | —                     | —                     | 60    | 9     |
| Goiás E. C. · Brasil     | 2.ª           | 2012          | 7     | 3     | 18      | 3       | 8                | 2                | —                     | —                     | 33    | 8     |
| Goiás E. C. · Brasil     | Total club    | Total club    | 88    | 6     | 37      | 9       | 20               | 5                | 9                     | 0                     | 154   | 20    |
| São Paulo F. C. · Brasil | 1.ª           | 2012          | 26    | 1     | 0       | 0       | 0                | 0                | 10                    | 2                     | 36    | 3     |
| São Paulo F. C. · Brasil | 1.ª           | 2013          | 15    | 0     | 14      | 1       | 0                | 0                | 11                    | 0                     | 40    | 1     |
| A. S. Roma · Italia      | 2.ª           | 2013-14       | 5     | 0     | —       | —       | 0                | 0                | —                     | —                     | 5     | 0     |
| A. S. Roma · Italia      | Total club    | Total club    | 5     | 0     | 0       | 0       | 0                | 0                | 0                     | 0                     | 5     | 0     |
| São Paulo F. C. · Brasil | 1.ª           | 2014          | 17    | 1     | 0       | 0       | 1                | 0                | 3                     | 0                     | 21    | 1     |
| São Paulo F. C. · Brasil | 1.ª           | 2015          | 13    | 0     | 10      | 0       | 0                | 0                | 8                     | 0                     | 31    | 0     |
| São Paulo F. C. · Brasil | Total club    | Total club    | 71    | 2     | 24      | 1       | 1                | 0                | 32                    | 2                     | 128   | 5     |
| Atalanta B. C. · Italia  | 1.ª           | 2015-16       | 24    | 1     | —       | —       | 0                | 0                | —                     | —                     | 24    | 1     |
| Atalanta B. C. · Italia  | 1.ª           | 2016-17       | 32    | 0     | —       | —       | 3                | 1                | —                     | —                     | 35    | 1     |
| Atalanta B. C. · Italia  | 1.ª           | 2017-18       | 31    | 1     | —       | —       | 3                | 1                | 5                     | 1                     | 39    | 3     |
| Atalanta B. C. · Italia  | 1.ª           | 2018-19       | 21    | 1     | —       | —       | 3                | 0                | 5                     | 1                     | 29    | 2     |
| Atalanta B. C. · Italia  | 1.ª           | 2019-20       | 33    | 2     | —       | —       | 0                | 0                | 7                     | 0                     | 40    | 2     |
| Atalanta B. C. · Italia  | 1.ª           | 2020-21       | 31    | 2     | —       | —       | 4                | 0                | 8                     | 0                     | 43    | 2     |
| Atalanta B. C. · Italia  | 1.ª           | 2021-22       | 20    | 1     | —       | —       | 0                | 0                | 8                     | 0                     | 28    | 1     |
| Atalanta B. C. · Italia  | 1.ª           | 2022-21       | 32    | 2     | —       | —       | 2                | 0                | —                     | —                     | 34    | 2     |
| Atalanta B. C. · Italia  | 1.ª           | 2023-24       | 18    | 0     | —       | —       | 1                | 0                | 5                     | 0                     | 24    | 0     |
| Atalanta B. C. · Italia  | 1.ª           | 2024-25       | 11    | 0     | —       | —       | 2                | 0                | 4                     | 0                     | 17    | 0     |
| Atalanta B. C. · Italia  | Total club    | Total club    | 254   | 10    | 0       | 0       | 16               | 2                | 38                    | 2                     | 314   | 14    |
| Total carrera            | Total carrera | Total carrera | 407   | 18    | 61      | 10      | 37               | 7                | 79                    | 4                     | 584   | 39    |

## Palmarés

### Campeonatos nacionales
| Título  | Club        | País   | Año  |
| ------- | ----------- | ------ | ---- |
| Serie B | Goiás E. C. | Brasil | 2012 |

### Campeonatos internacionales
| Título                 | Club (*)            | Sede      | Año  |
| ---------------------- | ------------------- | --------- | ---- |
| Copa Sudamericana      | São Paulo F. C.     | São Paulo | 2012 |
| Eurocopa               | Selección de Italia | Europa    | 2020 |
| Liga Europa de la UEFA | Atalanta B. C.      | Dublín    | 2024 |

(*) Incluyendo la selección.

### Campeonatos estatales
| Título            | Club        | Estado | Año  |
| ----------------- | ----------- | ------ | ---- |
| Campeonato Goiano | Goiás E. C. | Goiás  | 2009 |